# Jirō Kondō
Pour les articles homonymes, voir Kondō.
Jirō Kondō (近藤 二郎, Kondō Jirō, né le 2 décembre 1951 à Suginami) est un égyptologue japonais, qui a travaillé en partenariat avec le Projet Amarna Royal Tombs (PART) sur les tombes KVA et WV22 dans la vallée des Rois.
Il est professeur d'archéologie à l'université Waseda de Tokyo.
Son nom est donné à l'astéroïde (6144) Kondojiro, de la ceinture principale d'astéroïdes.